# Guerre d'Arauco
 (mai 2012).
Si vous disposez d'ouvrages ou d'articles de référence ou si vous connaissez des sites web de qualité traitant du thème abordé ici, merci de compléter l'article en donnant les références utiles à sa vérifiabilité et en les liant à la section « Notes et références ».
Pour les articles homonymes, voir Arauco (homonymie).
La guerre d'Arauco est un long conflit entre les colons espagnols et le peuple Mapuche de la région d'Araucanie au Chili. C'est la bataille de Reynogüelén en 1536 qui est considérée généralement comme le début du conflit. Elle oppose, près du confluent des rivières Ñuble et Itata, l'expédition de Diego de Almagro à un groupe de Mapuches, nombreux et bien organisés. Il est plus difficile de dater la fin du conflit. Après 1609, chaque gouverneur du Chili a engagé des discussions avec les chefs mapuches pour maintenir la paix entre les parties, mais les violations des différents traités étaient fréquentes. Plus tard, la république chilienne a hérité de ce conflit larvé jusqu'à la fin de la résistance mapuche qui s'est effondrée avec l'occupation de l'Araucanie (1861-1883). Elle est considérée comme l'une des guerres les plus longues de l'histoire. La première phase de cette guerre a inspiré à l'un des soldats, Alonso de Ercilla, un célèbre poème épique espagnol appelé La Araucana.

## Conquête espagnole
Pour un article plus général, voir Histoire du Chili.
Le 11 septembre 1541 la cité de Santiago est détruite par les Mapuches (une tribu Picunche) sous la direction de leur chef Michimaloncole. Le conquistador espagnol Pedro de Valdivia va alors mener une campagne de neuf ans pour sécuriser la région. Il espère aussi agrandir le territoire placé sous sa juridiction, et malgré une blessure due à une chute de cheval, il décide de prendre personnellement le commandement d'une expédition en Araucanie. 
En 1544, il envoie deux voiliers le San Pedro et le Santiaguillo sous le commandement de Juan Bautista Pastene pour reconnaître la côte sud-ouest jusqu'au détroit de Magellan. Les deux navires partent de Valparaíso. Ils longent la baie de San Pedro, font escale sur les sites actuels de Concepción et Valdivia. Plus au sud, ils subissent de violents orages et doivent alors revenir à Valparaiso sans atteindre leur "but ultime".
Valdivia part lui-même en 1546 avec 60 cavaliers, des porteurs et des guides indigènes. Il franchit la rivière Itata. Il affronte des guerriers mapuches à la bataille de Quilacura, près du fleuve Biobío. S'avisant qu'il est impossible de progresser dans un milieu aussi hostile avec des forces limitées, Valdivia décide sagement de retourner à Santiago. Il a cependant reconnu un site favorable pour ériger une nouvelle cité, site connu actuellement sous le nom de Penco, et qui sera le premier établissement de Concepción
Une nouvelle expédition est lancée en 1550. Elle est composée d'une force navale sous la direction de Pastene et d'une force terrestre sous celle de Valdivia comprenant 200 cavaliers et fantassins espagnols et de nombreux auxiliaires Mapochoes. Le but est de regrouper les deux forces sur les rivages de la baie de Concepción. L'expédition avance au-delà des rivières Itata et Laja en direction du fleuve Biobio. Plusieurs affrontements ont lieu avec des groupes de Mapuches qui subissent de lourdes pertes. L'opposition rencontrée s'accroit pendant toute la semaine, mais les pertes sont faibles du côté espagnol. L'expédition se dirige à travers la vallée de Laja et celle du Biobio vers la côte à Penco. Valdivia établit son campement entre la rivière et un lac. La seconde nuit, il est attaqué par une force importante de Mapuches sous les ordres du chef Ainavillo. C'est la furieuse bataille d'Andalién au cours de laquelle les Espagnols déplorent un mort et de nombreux blessés. De nombreuses montures sont également mutilées. Après un jour de repos pour soigner les blessures, Valdivia reprend la route pour atteindre le rendez-vous dans la baie de Concepción où il faut construire le fort de Penco.
Le 23 février, la flotte de Paterne accoste dans la baie et débarque le ravitaillement, les provisions et le matériel nécessaire pour terminer le fort. Le fort est terminé le 3 mars. Neuf jours plus tard, il est attaqué par une imposante force de Mapuches. C'est la bataille de Penco. Les Espagnols repoussent l'attaque malgré leur nette infériorité. En dépit de la soumission de quelques tribus locales, Valdivia sait qu'il ne sera pas possible de poursuivre la conquête de l'Araucanie avec les moyens dont il dispose. Il envoie un émissaire au vice-roi du Pérou pour demander des renforts. L'année suivante, il organise une autre expédition et construit le fort de La Imperial sur les rives de la rivière du même nom. Puis il retourne à Concepción pour préparer l'expédition suivante avec les renforts qu'il espère recevoir par mer du vice-roi.
Laissant des ordres pour que les nouvelles troupes débarquent sur les Terres de Valdivia que Pastene a découvertes plus tôt, Valdevia part avec 200 soldats en direction de fort Imperial, puis poursuit vers le sud. Il ordonne à Jerónimo de Alderete de s'enfoncer à l'intérieur des terres et d'édifier un fort dans le but de sécuriser son flanc est. Ce dernier atteint le lac Villarrica et y construit un fort. Pendant ce temps, la colonne Valdivia avance toujours vers le sud et rejoint les renforts envoyés par le Pérou sous le commandement de Francisco de Villagra. Il crée la cité de Santa María la Blanca de Valdivia. Après avoir établi des garnisons dans les différents lieux conquis, Valdivia retourne en 1552 à sa base, Concepción, où ont été découverts les riches gisements aurifères de la vallée de la Quilacoya.

## Première rébellion Mapuche (1553)

### La bataille de Tucapel

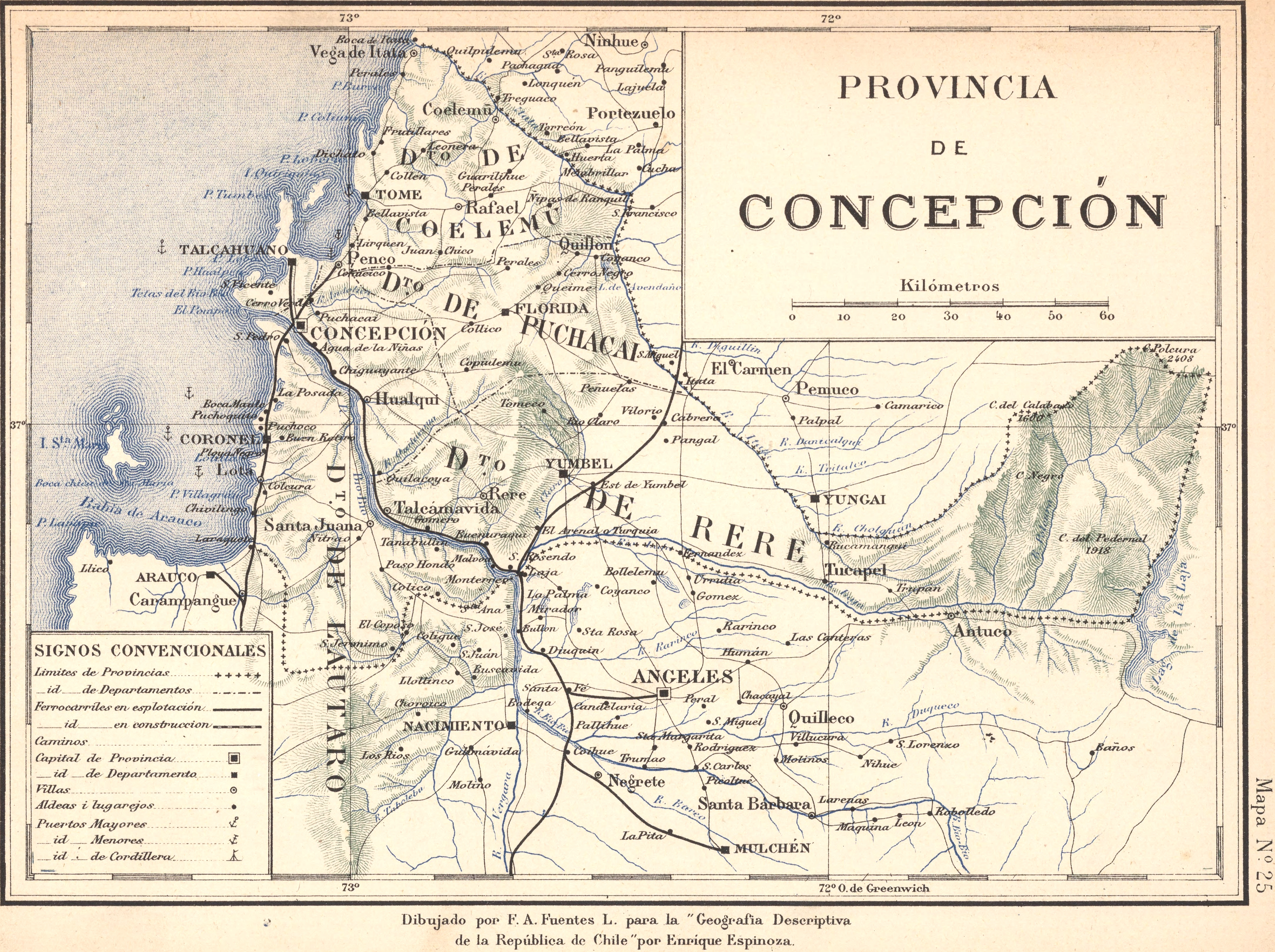
Zone des premiers combats: baie de Conception, fleuve biobio

Dans le but de sécuriser les lignes de communication avec les forts du sud, Valdivia déclenche une troisième expédition et fonde les nouveaux forts de Tucapel, Purén, Confines et Arauco. Les Mapuches n'ont pas offert une grande résistance à cette pénétration. En octobre 1553, la mine d'or de Quilacoya est ouverte et un grand nombre d'Auricaniens sont contraints d'y travailler.
La même année, les Mapuches tiennent un Conseil et décident de combattre contre les envahisseurs. Ils désignent comme chef de guerre un certain Caupolicán et lui adjoignent Lautaro qui a servi comme auxiliaire dans la cavalerie espagnole et dont l'expérience peut être utile pour choisir les meilleures méthodes de combat contre les conquistadors.
Avec 600 guerriers, Lautaro attaque le fort de Tucapel. La garnison espagnole ne peut tenir l'assaut et retraite sur Purén. Lautaro s'empare du fort et l'incendie. Puis il prépare son armée en vue d'un retour des Espagnols. C'est ce que fait Valdivia avec une force réduite, mais la contre-attaque échoue et les Espagnols se font massacrer à la bataille de Tucapel. Pedro de Valdivia est capturé et mourra plus tard en captivité.

### Campagnes de Caupolicán et Lautaro (1554–1557)
Après la défaite de Tucapel, les Espagnols se réorganisent rapidement. Ils renforcent les défenses du fort Imperial et de Concepción en abandonnant Confines et Arauco. Les Araucaniens célèbrent longuement leur victoire, ce qui ne permet pas à Lautaro d'exploiter la faiblesse des positions espagnoles. Ce n'est qu'en février 1554 qu'il réussit à mettre en route une armée de 8 000 hommes, juste à temps pour affronter à la bataille de Marihueñu l'expédition punitive organisée sous les ordres de Francisco de Villagra.
Malgré un nouveau succès, Lautaro ne peut exploiter cette opportunité, devant sacrifier aux célébrations et croyances de son peuple. Lorsqu'il arrive à Concepción, la cité est déjà abandonnée. Il ne peut continuer avec les forces qui lui restent. Il incendie la ville, met fin à la campagne et démobilise son armée.
À Santiago, Villagra réorganise ses forces et cette même année 1554, repart vers Arauco. Il renforce Imperial et Valdivia, ce qui permet aux garnisons et aux Indiens ralliés de monter des raids contre les tribus mapuches proches, brulant les maisons et les champs et tuant tous ceux qu'ils rencontrent. Ces dévastations sont la cause de famine et d'épidémie qui touchent les Mapuches rebelles. Pendant ce temps, dans le nord du pays, l'annonce des succès de Lautaro a entrainé le soulèvement des Promaucaes dans la vallée de Mataquito et des Picunches dans celle de Aconcagua. Mais ces révoltes sont vite réprimées.
En 1555, la Real Audiencia ordonne à Villagra de reconstruire Concepción, ce qui est fait par le capitaine Alvarado et 75 colons. Lorsqu'il l'apprend, Lautaro attaque de nouveau la ville avec 4 000 guerriers. Alvarado tente de défaire l'armée ennemie hors de la cité, mais devant le surnombre, les Espagnols doivent s'enfuir et seuls 38 d'entre eux arrivent à s'échapper par mer. À la suite de cette victoire de 1556, les Promauces demandent l'aide des Mapuches d'Arauco pour combattre les Espagnols de Santiago en échange de nourriture.

### Campagne de Lautaro contre Santiago
Après ses victoires dans le sud et les promesses d'alliance avec les Promauces, Lautaro programme une attaque sur Santiago. Mais il ne peut prélever que des forces limitées à cause des ravages de la récente épidémie et face à la nécessité de maintenir des troupes dans le sud pour faire face aux cités encore occupées par les Espagnols. Il compte sur les renforts des tribus mapuches assujetties au nord du fleuve Biobio et des Promaucaes au nord de la rivière Itata qui peuvent se soulever dans la perspective d'un nouveau succès de Lautaro.
Malheureusement, sur place, il constate le refus des Promaucaes de le rejoindre et se lance dans des opérations de représailles. Les destructions entraînent la fuite des indiens Promaucaes qui se réfugient à Santiago pour obtenir aide et protection. En octobre 1556, Lautaro atteint la rivière Mataquito. Il y construit un camp fortifié près de Teno, dans un lieu appelé Peteroa qui lui sert de camp de base pour attaquer Santiago. Lautaro subit une première embuscade par un petit groupe d'Espagnols. Puis un détachement plus important sous les ordres de Pedro de Villagra investit le fortin de Peteroa pendant plusieurs jours sans succès. Ils doivent même se replier à cause d'un débordement de la rivière. Toutefois, Lautaro a subi des pertes sévères et les Espagnols de Villagra attendent des renforts, ce qui l'oblige à se replier sur la rivière Maure où il espère résister. La cavalerie espagnole de Juan Godíñez le poursuit, abattant les traînards et mettant en pièces un des détachements de Lautaro. Son armée riposte, mais elle est obligée de se replier au-delà de la rivière Itata. Le capitaine Gudiñez revient à Santiago victorieux. Il accuse les Promaucaes de ne pas avoir rallié l'armée espagnole dans ce conflit, voire d'avoir aidé les Mapuches. Il les punit en détruisant leurs troupeaux, leurs champs et leurs maisons, et en coupant quelques têtes. 
En janvier 1557, Francisco de Villagra marche vers le sud pour venir en aide aux cités espagnoles en butte à l'hostilité de l'armée mapuche conduite par Caupolicán. Lautaro le laisse passer espérant mettre la main sur Santiago désormais dégarni. Il peut compter sur de nouveaux alliés, notamment ceux de Panigualgo. Cependant les mauvais traitements auxquels a recours Lautaro pour intimider les Indiens locaux et obtenir des provisions entraînent des dissensions parmi les alliés. Un des chefs nommé Chillian se dispute avec Lautaro et fait sécession alors que l'armée a atteint la rivière Mataquito. Lautaro établit le reste de son armée à une lieue de la rivière et crée un nouveau camp renforcé au pied d'une colline boisée. Mais il est trahi par les indiens qu'il a précédemment dupés et le site du camp est communiqué à Villagra. Ce dernier envoie un message à Juan Godíñez resté près de Santiago pour regrouper rapidement les forces espagnoles au nord. Marchant de nuit à travers les collines de Caune qui surplombent le camp de Lautaro, les Espagnols le surprennent le 29 avril. La bataille de Mataquito est une victoire espagnole décisive au cours de laquelle Lautaro trouve la mort. Son armée est détruite et ses alliés dispersés.

### Campagne de Caupolicán et García Hurtado de Mendoza
Après la mort de Jerónimo de Alderete, García Hurtado de Mendoza est désigné comme gouverneur intérimaire du Chili en 1557. Il part du Pérou avec une force importante de 600 soldats, six pièces d'artillerie et 1 000 chevaux. Il débarque à La Serena, fait arrêter ses rivaux au poste de gouverneur, Francisco de Villagra et Francisco de Aguirre, qu'il renvoie au Pérou et place ses propres partisans pour contrôler la province. Au cours de l'hiver, il navigue vers le sud et débarque sur l'île Quiriquina à l'embouchure de la baie de Concepción où il est rejoint par la cavalerie. Une armée mapuche tente un assaut du fort, mais elle est repoussée par l'artillerie. Mendoza avance alors vers le Biobio et une autre armée mapuche tente de l'arrêter à la bataille de Lagunillas. Après un dur combat, les Mapuches sont une nouvelle fois repoussés et leur forteresse d'Andalicán, porte de la province d'Arauco tombe entre les mains de Mendoza.
Caupolicán livre en vain une autre bataille à Millarapue, mais ne peut arrêter l'avance des Espagnols. Après un nouveau combat sur le site des ruines de la forteresse de Tucapel, Mendoza crée la cité de Cañete de la Frontera et continue à progresser vers le sud. Il établit une nouvelle cité à Osorno et explore le golfe d'Ancud. Caupolicán tente de repousser l'occupation espagnole en attaquant le fort de Cañete dont les portes doivent lui être ouvertes grâce à la trahison d'un Yanacona. Au lieu de cela, c'est lui-même qui tombe dans un piège et qui est défait par le capitaine Alonso de Reinoso. Sa fuite n'est que provisoire et il est finalement capturé dans les montagnes par Pedro de Avendaño. Condamné à mort par Alonso de Reinoso, il est exécuté à Cañete par empalement. 
Après la mort de Caupolicán, García Hurtado de Mendoza pense avoir asservi définitivement les Mapuches. Au contraire le supplice de Caupolicán incite les Mapuches à poursuivre une guerre de guérilla. En quelques jours, 400 Yanaconas et 10 Espagnols périssent entre les mains des Mapuches. Mendoza comprend qu'il s'est trompé. À Quiapo, pour arrêter Mendoza, les Mapuches construisent un nouveau fort sous les ordres d'un nouveau chef Caupolicán le jeune. Mendoza continue d'avancer et écrase l'armée de Quiapo. Il fait exécuter de nombreux Mapuches, mais épargne Peteguelén, fils de Cuyomanque, un important cacique de la région d'Arauco. Espérant dans la gratitude du père, il prend contact avec les leaders mapuches et arrive à les soumettre à la loi espagnole après la reconstruction du fort d'Arauco. Il fonde la cité de San Andrés de Angol or Los Infantes non loin du vieux fort de Confines. 
En février 1561, Philippe II relève García Hurtado de Mendoza de son commandement pour le remplacer par Francisco de Villagra, le vainqueur de Lautaro. Mendoza quitte le Chili persuadé d'avoir vaincu les Mapuches. Il est un des rares gouverneurs à avoir obtenu de réels succès dans cette guerre. Ils sont dus d'abord au grand nombre de soldats expérimentés, aux armements et équipements qu'il avait pu réunir, contrairement aux précédents conquistadors, mais aussi au manque de stratèges chez les Mapuches après la mort de Lautaro.
Les Mapuches feignent la soumission, mais préparent secrètement une nouvelle révolte. Immédiatement après la défaite de Quiapo, les chefs survivants choisissent un nouveau chef, Illangulién. Devant le nombre de guerriers morts ou blessés, la dépopulation due à la guerre, à la famine et aux maladies, Illangulién replie ses forces dans les marais de Lumaco et entraîne les jeunes gens pour une future révolte. Là, ils apprennent à travailler le fer, à utiliser les armes à feu, à monter à cheval, et à parfaire leur éducation en matière de stratégie et de tactique. Les défaites infligées par Mendoza en ont fait un peuple plus uni et engagé à reprendre le combat pour recouvrer leur liberté.

## Deuxième rébellion Mapuche (1561)

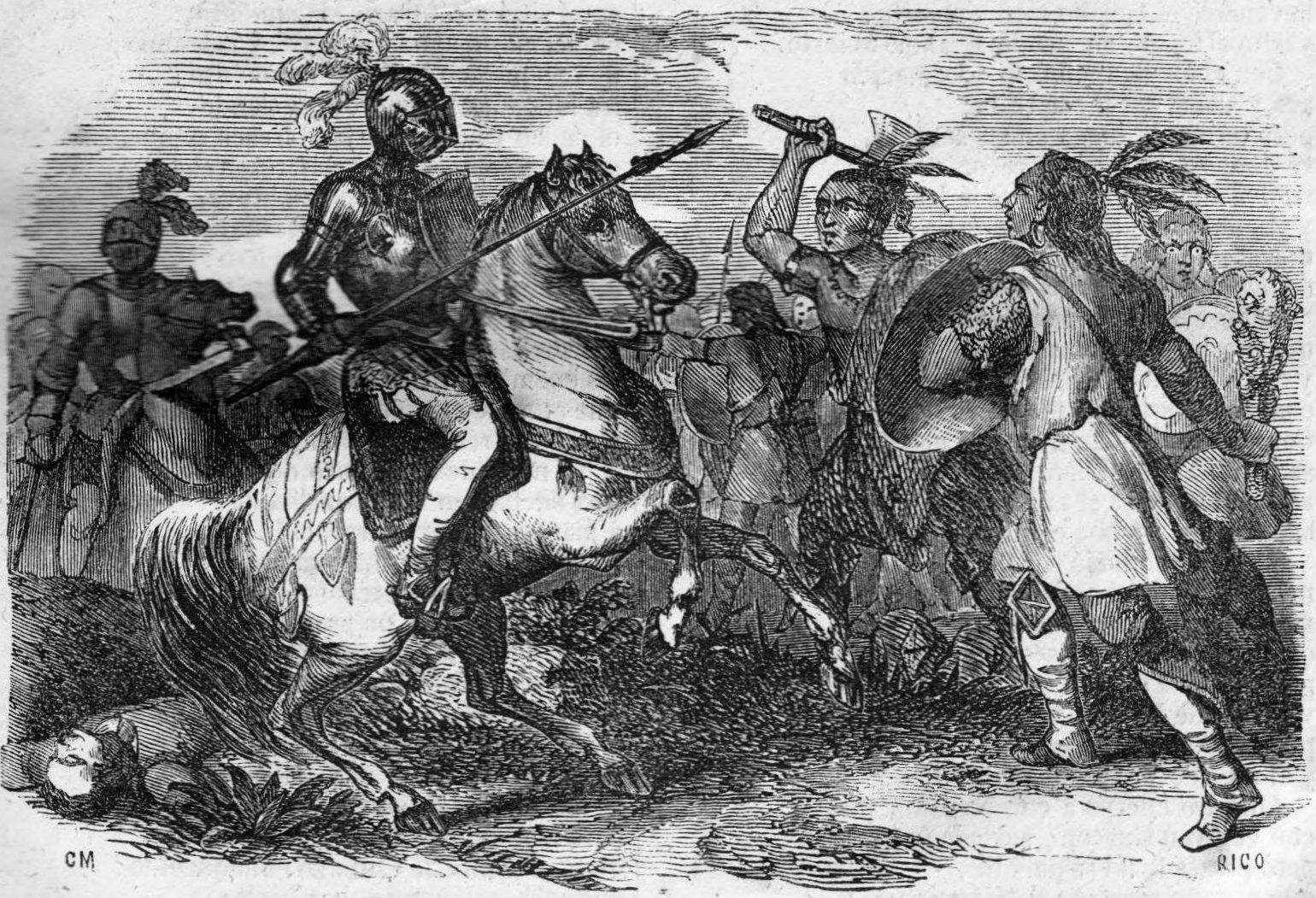
Combat inégal entre Espagnols et Mapuches.

### Campagne de Francisco de Villagra
Les hostilités vont recommencer avec l'arrivée de Francisco de Villagra qui remplace Mendoza. Pendant le bref intérim comme gouverneur de Rodrigo de Quiroga, l'étincelle survient en juillet 1561 dans la vallée de Puren  avec le meurtre de Pedro de Avendaño, le détestable encomendero et corregidor de Cañete, et de deux autres Espagnols. Des expéditions punitives sont conduites depuis Angol et La Imperial, entrainant les insurgés à trouver refuge dans les marais de Lumaco. La nouvelle du massacre du corregidor se répand chez les Mapuches et déclenche un soulèvement général. Avec l'arrivée de Villagra, se produit la première épidémie de variole qui va décimer la population indigène.
Le toqui de la région d'Arauco, Millalelmo, assiège en vain Arauco du 20 mai au 30 juin 1562. Fin 1562, les Mapuches, commandés par le chef Meuco, fortifient un pucará  à trois lieues de la cité de Los Infantes dans la province de Mareguano. Arias Pardo Maldonado détruit le fort, mais ne peut remporter une victoire complète laissant échapper beaucoup de Mapuches. Dans le même temps le corregidor de Cañete, Juan Lazarte, est tué aux portes de la cité, en essayant de récupérer des chevaux volés par une trentaine de Mapuches.
Les Mapuches reconstruisent le pucará en janvier 1563, mais Pedro de Villagra le fait détruire aussitôt. Les Mapuches le reconstruisent une troisième fois, mais cette fois en piégeant les parties accessibles aux cavaliers. Malgré la défiance des vétérans espagnols, ceux-ci attaquent la position et beaucoup tombent dans les fosses dissimulées. C'est ainsi que le fils du gouverneur, Pedro de Villagra "el Mozo", et quarante-deux autres Espagnols périssent. Ce désastre militaire oblige Francisco de Villagra à abandonner la cité de Cañete. Cet abandon a pour effet d'amplifier la révolte mapuche. 
Quand Francisco de Villagra apprend la mort de son fils, il en est abattu et quitte Conception, laissant à son cousin Pedro de Villagra la conduite de la campagne. Les Mapuches, maintenant sous les ordres du chef Colocolo, attaquent sur deux fronts Los Infantes et Arauco, les investissant, mais en étant incapables de les prendre. C'est alors que Petegüelen propose la paix aux Espagnols que Villagra accepte. Mais c'est une paix trompeuse, les Mapuches ayant besoin de temps pour assurer les récoltes de leurs champs.

### Campagne de Pedro de Villagra
Estimant avoir trop peu d'hommes pour tenir tous les postes en territoire mapuche, le nouveau gouverneur Pedro de Villagra ordonne l'abandon d'Arauco en juillet 1563. Il replie l'artillerie et les non-combattants par mer, tandis que la garnison, sous les ordres de Lorenzo Bernal del Mercado se dirige en marche forcée vers Angol sous des pluies diluviennes et à travers des terrains détrempés. Les Mapuches détruisent rapidement le fort après le départ de la garnison et les harcèlent tous le long du parcours. Cette retraite conduit les Mapuches au nord de la rivière Bio-Bio à se révolter à leur tour.
En 1564, Pedro de Villagra prend des mesures de protection pour les villes et forts qu'il tient encore et rassemble une armée de campagne pour reprendre l'offensive. Il sait que l'un des objectifs mapuches est d'encercler Conception et de préparer un long siège. Dans un bref combat, le vice-toqui Loble défait dans la vallée de Itata les troupes du capitaine Francisco de Vaca, venues en renfort de Santiago. De plus Millalelmo surprend dans un guet-apens les forces venant d'Angol du capitaine  Juan Perez de Zurita sur la rivière Andalién. Les survivants doivent retraiter vers Santiago et ne peuvent empêcher l'encerclement autour de Conception. Ces deux défaites isolent Conception et sa garnison qui ne peuvent espérer un renfort par voie de terre. De son côté, encouragé par ces victoires, Illangulién décide de détruire Los Infantes avant de marcher sur Conception.
À Los Infantes, les Mapuches resserrent le blocus sur la cité en l'environnant par des pucaras. Le commandant de Los Infantes, Lorenzo Bernal del Mercado les juge trop bien défendues, mais décide d'attaquer dès lors que les Mapuches entament la construction de leur troisième pucara. Les Mapuches sont repoussés en contrebas de la rivière. Illangulién et un millier de ses hommes trouvent la mort, sans compter de nombreux blessés ou prisonniers. Le reste de l'armée mapuche est dispersé. Paillataru sera élu plus tard comme nouveau Toqui.
Pendant ce temps, les caciques Millalelmu et Loble, avec 20 000 guerriers venant des régions comprises entre Itata  et Bio-Bio assiègent Conception en février 1564. Les Mapuches entrent dans la cité, la saccagent et l'incendient; ils repoussent la population et la garnison sous les ordres de Pedro de Villagra derrière les murs de la forteresse qui, elle, résiste. le siège dure environ deux mois jusqu'à la fin mars, date à laquelle les assiégés sont ravitaillés par deux navires permettant ainsi de soutenir un siège plus long. De leur côté, les Mapuches épuisent leurs ressources et se trouvent ainsi en difficulté pour maintenir des forces importantes. Enfin, la saison des moissons va commencer et la nouvelle de la défaite de la bataille d'Angol les rend nerveux. Ils craignent la disette dans leurs familles ou que celles-ci puissent être attaquées par des troupes venant d'Angol ou de Santiago. Le 1er avril le siège est levé et les hommes se dispersent pour retourner dans leurs villages.
Après la levée du siège, Villagra apprend les tentatives pour faire nommer à sa place de gouverneur, Martin Ruiz de Gamboa, le propre gendre de Rodrigo de Quiroga. Il tente de le faire arrêter, mais ce dernier s'enfuit vers Santiago. Villagra le prend de vitesse en prenant la route de la mer et l'arrête à son arrivée dans la capitale. À Santiago, Villagra entreprend de réorganiser les troupes découragées de Vaca et Zurita, et les conduit dans le sud du pays en octobre 1564. Mais il doit consacrer l'hiver et le printemps suivant pour reconstituer les finances de l'opération et exiger des cités le versement des contributions.
Villagra quitte Santiago à la mi-janvier 1565 avec 110 Espagnols et 800 auxiliaires indiens et marche au sud en direction de la rivière Maule. Il y rejoint les 30 Espagnols sous les ordres de Pedro Hernandez de Cordova qui étaient restés en observateurs à la frontière du pays mapuche depuis l'échec de leur tentative de secours à Conception. Durant les 7 mois où Villagra est resté à Santiago, les Mapuches du nord de Bio-Bio avaient construit un puissant pucara sur la rivière Perquilauquén, bloquant la route vers Conception. Au cours de la seconde bataille de Reinohuelén, Villagra écrase l'armée mapuche qui tenait le fort et détruit celui-ci. Aussitôt après, Villagra tend une embuscade à Loble qui arrivait avec des renforts et le capture. Villagra implante un fort à San Ildefonso dans le but d'étouffer la révolte des Mapuches du Bio-Bio

### La Real Audiencia du  Chili
Peu de temps après la fin de la campagne, Lope García de Castro, vice-roi du Pérou, décide de remplacer Pedro de Villagra par Rodrigo de Quiroga en tant que gouverneur provisoire. Quiroga lance une nouvelle campagne organisée par Lorenzo Bernal del Mercado qui reconstruit Cañete et repeuple Arauco en 1566. il occupe l'île de Chiloé et envoie Martín Ruiz de Gamboa pacifier à Castro les Cuncos, peuple mapuche méridional. À son retour à Conception en août 1567, Quiroga est remplacé par le gouvernement de la Real Audiancia. En septembre de la même année, le roi d'Espagne nomme Melchor Bravo de Saravia y Sotomayor au rang de gouverneur civil et militaire du Chili. Ce dernier quitte Lima et arrive sur place en 1568.